# سیریل سردزوم
سیریل سردزوم (انگلیسی: Cyril Serredszum؛ زادهٔ ۲ اکتبر ۱۹۷۱) بازیکن فوتبال اهل فرانسه است.
از باشگاه‌هایی که در آن بازی کرده‌است می‌توان به باشگاه ورزشی مون‌پلیه و باشگاه فوتبال متس اشاره کرد.